# Çermik (district)
Çermik is een Turks district in de provincie Diyarbakır en telt 51.381 inwoners (2007). Het district heeft een oppervlakte van 986,8 km².
De bevolkingsontwikkeling van het district is weergegeven in onderstaande tabel.
| 1997   | 2000   | 2007   |
| ------ | ------ | ------ |
| 51.517 | 46.050 | 51.381 |